# Kily Álvarez
David Álvarez Aguirre (Avilés, España, 5 de febrero de 1984), conocido como Kily, es un exfutbolista ecuatoguineano de origen español. Jugaba como lateral derecho. Se retiró en 2015.

## Trayectoria
Kily se formó en las categorías inferiores del Real Oviedo, equipo con el que debutó en Tercera División en la temporada 2003-04. Posteriormente, pasó por la U. P. Langreo (dos veces), el Club Atlético de Madrid, el Orihuela C. F., el Novelda C. F., el Club Marino de Luanco, el S. D. Noja, el C. D. Cudillero, el L'Entregu C. F.. En la temporada 2017-18 consigue el ascenso a tercera división con el Morcín C. F.

## Selección nacional
A través de Iván Zarandona, un futbolista de origen ecuatoguineano que ya jugaba con Guinea Ecuatorial, fue como Kily pudo llegar a esta selección, obteniendo previamente la nacionalidad del país que tiene por derecho sanguíneo, pues su padre biológico era de allí. Hizo su debut en 2007.
Jugó la Copa Africana de Naciones de 2012 ya que su país era uno de los organizadores (junto a Gabón). En dicha competición, le marcó un gol a Senegal por el cual el conjunto hispanoafricano consiguió el pase a los cuartos de final, perdiendo en esa instancia contra Costa de Marfil. El 1 de junio de 2014 jugó su primer partido como capitán en el encuentro clasificatorio para la copa de África contra la selección de Mauritania.

## Clubes
| Club                        | País   | Año       |
| --------------------------- | ------ | --------- |
| Real Oviedo                 | España | 2003-2004 |
| U. P. Langreo               | España | 2004-2006 |
| Club Atlético de Madrid "B" | España | 2006-2008 |
| Orihuela C. F.              | España | 2008-2009 |
| Novelda C. F.               | España | 2009-2010 |
| Club Marino de Luanco       | España | 2010      |
| U. P. Langreo               | España | 2010-2013 |
| S. D. Noja                  | España | 2013      |
| C. D. Cudillero             | España | 2013–2014 |
| L'Entregu C. F.             | España | 2015      |
| Grisú C. F.                 | España | 2015-2016 |